# Horný Jasenok
Horný Jasenok – dolina będąca orograficznie prawym odgałęzieniem Doliny Blatnickiej (Blatnická dolina) w Wielkiej Fatrze na Słowacji. Jej orograficznie prawe zbocza tworzy południowo-zachodni grzbiet szczytu Chládkove úplazy (1228 m), zbocza lewe jego inny, bezimienny grzbiet oddzielający doliny Horný Jasenok i Mohošova dolina. Obydwie doliny mają wspólne ujście. 
Horný Jasenok wyżłobiony jest w skałach wapiennych. Jest całkowicie porośnięty lasem. Jest to dolina sucha, bez stałego cieku wodnego. Cała dolina znajduje się w obrębie Parku Narodowego Małej Fatry i rezerwatu przyrody Tlstá. Nie prowadzi nią żaden szlak turystyczny.